# Pieckrücken
Der Pieckrücken (russisch Хребет Вильгельма Пика Chrebet Wilgelma Pika) ist ein kurzer Gebirgszug im ostantarktischen Königin-Maud-Land. Er ragt an der Ostseite des Humboldtgrabens in den Petermannketten des Wohlthatmassivs auf.
Aus der Luft entdeckt wurde er bei der Deutschen Antarktischen Expedition 1938/39 unter der Leitung des Polarforschers Alfred Ritscher. Weitere Luftaufnahmen und Vermessungen erfolgten bei der Dritten Norwegischen Antarktisexpedition (1956–1960). Die Benennung nach Wilhelm Pieck (1876–1960), damals Präsident der DDR, nahmen Teilnehmer einer sowjetischen Antarktisexpedition der Jahre von 1960 bis 1961 vor.